# 合取谬误
合取謬誤（conjunction fallacy），又稱為交集偏誤、連言偏誤，是認為多重條件「甲且乙」比單一條件「甲」更可能發生的認知偏誤，也是一種機率謬誤。典型實驗為「琳達問題（Linda Problem）」。

## 示例
小明經常對男生做出性暗示的笑，且經常對男生做出親密的肢體動作，試問那一種可能性較高？
1. 小明是男性
2. 小明是男同性戀

如果認為是2.，就犯了合取謬誤。男同性戀意味著是「男性」且是「同性戀」，無論如何，小明符合「男性」的機會一定比符合「男性」又符合「同性戀」的機率更大。

## 外部連結
- （英文） Logical Logical Fallacy: Conjunction Fallacy（页面存档备份，存于）